# Domani che farai/Quelli belli come noi
Domani che farai/Quelli belli come noi è un singolo del cantante italiano Johnny Dorelli, pubblicato dalla CGD (catalogo N 9745) nel 1969.

## Il disco
Il 45 giri – noto anche come Le sigle di Canzonissima – racchiude due brani, scritti da Terzoli-Vaime-Verde-Canfora e usati come sigle di Canzonissima.
Il brano Domani che farai, presente sul lato A del disco, è usato come sigla finale.
Il brano Quelli belli come noi, presente sul lato B del disco, è usato come sigla iniziale e inciso anche da Carmen Villani (in Quelli belli come noi/Questa sinfonia), Rita Pavone (in Quelli belli come noi/Dimmi ciao bambino) e, originariamente, Alice & Ellen Kessler (in Quelli belli come noi/La sveglia del cuore); tutte e quattro come lato A dei singoli.

## Tracce
Testi di Italo Terzoli, Enrico Vaime e Dino Verde, musiche di Bruno Canfora; edizioni musicali Curci.
1. Domani che farai (sigla di chiusura) – 3:10
2. Quelli belli come noi (sigla di apertura) – 3:31

## Staff artistico
- Johnny Dorelli – voce
- Angel Pocho Gatti – direzione orchestrale